# São Vicente (Madeira)
São Vicente este un oraș situat în nordul insulei Madeira, Portugalia.
- Populație: 6.198 locuitori (2001)
- Suprafața: 17,8 km²/1.780 ha
- Densitate: 78,8 locuitori/km²
- Cod poștal: 9240

| Numele        | Populație | Suprafață         | Densitate | Altitudine | Locație                                |
| ------------- | --------- | ----------------- | --------- | ---------- | -------------------------------------- |
| Boa Ventura   | 1.537     | 26,2 km²/2.620 ha | 58,7/km²  | -          | -                                      |
| Ponta Delgada | 1.325     | 8,8 km²/880 ha    | 150,6/km² | 421 m      | 32,81667 (32°49') N 16.9833 (16°59') W |
| São Vicente   | 3.439     | 17,8 km²/1.780 ha | 193,2/km² | 271 m      | 32,8 (32°48') N 17,05 (17°05') W       |

|                       | Nord:                |              |
| Vest: Porto Moniz     | São Vicente          | Est: Santana |
| Sudvest: Ponta do Sol | Sud: Câmara de Lobos |              |